# Max Horndasch
Max Ferdinand Horndasch (* 21. Dezember 1879 in Würzburg; † 21. November 1967 in Leverkusen) war ein deutscher Journalist und Schriftsteller.

## Werdegang
Horndasch wurde als Sohn eines Eisenbahnbeamten geboren. Nach dem Abschluss des Gymnasiums durchlief er eine journalistische Ausbildung. Von 1906 bis 1941 war er Redakteur der Kölnischen Volkszeitung.
Ab 1910 war er in den berufsständischen Organisationen tätig. Er war Vorsitzender des Verbandes der Rheinisch-Westfälischen Presse und stellvertretender Vorsitzender des Reichsverbands der Deutschen Presse.

## Ehrungen
- 1953: Verdienstkreuz (Steckkreuz) der Bundesrepublik Deutschland